# Eschenlohe
Eschenlohe är en kommun och ort i Landkreis Garmisch-Partenkirchen i Regierungsbezirk Oberbayern i förbundslandet Bayern i Tyskland.
Kommunen ingår i kommunalförbundet Ohlstadt tillsammans med kommunerna Großweil, Ohlstadt och Schwaigen.